# Systèmes de classement nationaux au tennis
 (juin 2024).
 (juin 2024).
Sa qualité peut être largement améliorée en utilisant un vocabulaire plus directement compréhensible.
À travers le monde, différents systèmes de classement au tennis existent. On différencie principalement deux types de classements : les classements par handicaps et les classements par rangs.

## Classements par handicaps

### Système de classement en Belgique
L’AFT, qui devient Tennis Padel Wallonie-Bruxelles à partir d'avril 2024, est la fédération qui régit les règles de calcul de classement de tennis pour la communauté francophone de la Belgique. Il comprend 23 échelons répartis en 3 séries.
Troisième Série : C30.6, C30.5, C30.4, C30.3, C30.2, C30.1, C30, C15.5, C15.4, C15.3, C15.2, C15.1 et C15
Deuxième Série : B+4/6, B+2/6, B0, B-2/6, B-4/6, B-15, B-15.1, B-15.2 et B-15.4
Première A : A national et A international
Chaque joueur possédant un numéro de fédération possède un classement. Le joueur n'ayant jamais participé à un tournoi est N.C. (non classé).
Les classements sont divisés en trois catégories : 
- Les troisième séries (C)
- Les deuxième séries (B)
- Les première séries (A) (meilleurs joueurs Belges)

À la fin de la saison de tennis, l'AFT reprend tous les matchs joués par le joueur et effectue le calcul.
Durant la saison, il vous est possible de prédire votre classement suivant en utilisant l'outil mon-classement-tennis.be. Il vous suffit d'introduire votre identité ou votre numéro d'affilié pour accéder à votre fiche.
Des points sont attribués à chaque match joué en respectant le tableau ci-dessous
|                                 | En cas de victoire | En cas de défaite |
| ------------------------------- | ------------------ | ----------------- |
| 3 classements ou plus au-dessus | 125                | 0                 |
| 2 classements au-dessus         | 100                | 0                 |
| 1 classement au-dessus          | 75                 | 0                 |
| classement égal                 | 50                 | -10               |
| 1 classement en dessous         | 10                 | -25               |
| 2 classement en dessous         | 5                  | -50               |
| 3 classement ou plus en dessous | 0                  | -50               |

Si le joueur obtient : 
- -21 : il est proposé à la descente (sauf à l'issue du premier passage)
- entre -20 et 349 : il est proposé au maintien
- plus de 350 avec son classement : il est proposé à la montée d'un classement
- plus de 350 si l'on effectue le calcul avec le classement supérieur au sien : il est proposé à la montée de deux classements
- plus de 350 si l'on effectue le calcul avec un classement deux fois supérieur au sien : il est proposé à la montée de trois classements

Le processus est divisé en 2 phases :
- 1re phase : le premier calcul consiste à calculer la somme des points obtenus (voir tableau ci-dessus) pour chaque rencontre à laquelle le joueur a participé en prenant compte le classement actuel des joueurs. Quels que soient les points obtenus à l’issue du premier passage, le joueur conserve son classement initial. Après le premier passage, chaque joueur est amené à un classement supérieur ou égal. Si le joueur obtient plus de 350 points si l'on effectue le calcul avec un classement trois fois (ou plus) supérieur au sien, il peut sous décision de la fédération monter de plus de 3 classements. Les classements NC et C30.5 sont équivalents. Pour monter de C30.5 à 30.4 et de C30.4 à C30.3, seulement 200 points sont nécessaires (au lieu de 350).
- 2e phase : le deuxième calcul consiste à calculer la somme des points obtenus (voir tableau ci-dessus) pour chaque rencontre à laquelle le joueur a participé en prenant compte du classement calculé au premier passage des joueurs. Il est réalisé si le joueur est proposé à la descente ou à la montée. Dans le cas où le joueur est proposé au maintien, le deuxième calcul n'est pas nécessaire et le joueur maintiendra son classement. Le joueur est proposé à la descente lors du premier passage : S’il obtient moins de 350 points au deuxième calcul, il descend d'un classement S’il obtient entre 350 et plus au deuxième calcul il maintient son classement

Le joueur est proposé à la montée lors du premier passage : s’il obtient moins de 60 points, la proposition de montée est refusée et s’il obtient 60 points ou plus, la proposition de montée est acceptée.
Si lors du premier classement, le joueur est proposé à monter 2 classements. Le deuxième calcul est réalisé avec le classement calculé (classement actuel + 2). S’il obtient moins de 60 points le joueur ne monte pas de deux classements mais il est tout de même proposé à monter un classement et le deuxième calcul est réalisé avec (le classement actuel + 1).

### Système de classement en Italie
Le classement italien est géré par la Fédération italienne de tennis ou FIT. Il comprend 4 catégories et 21 échelons dans lesquels sont répartis les joueurs en fonction de leur niveau et de leurs résultats.
1re catégorie
2e catégorie : 2.1, 2.2, 2.3, 2.4, 2.5, 2.6, 2.7 et 2.8
3e catégorie : 3.1, 3.2, 3.3, 3.4 et 3.5
4e catégorie : 4.1, 4.2, 4.3, 4.4, 4.5, 4.6 et 4NC

### Système de classement au Maroc
Le classement marocain est géré par la Fédération royale marocaine de tennis ou FRMT. Il comprend 3 séries et 15 échelons dans lesquels sont répartis les joueurs en fonction de leur niveau et de leurs résultats.
3e série : 30/3, 30/2, 30/1, 30, 15/4, 15/3, 15/2 et 15/1
2e série : 15, 4/6, 2/6, 0, -2/6, -4/6 et -15
1re série : joueurs classés au niveau international
(à présent, depuis les 2 dernières  années, le système de classement tennistique au Maroc est semblable à celui de pays comme la France ou la Belgique)

### Système de classement en Tunisie
La classement tunisien est éditée deux fois par an en janvier/février et en juillet/août par la Direction Technique Nationale de la Fédération tunisienne de tennis ou FTT. Il comprend 3 séries et 13 échelons dans lesquels sont répartis les joueurs en fonction de leur niveau et de leurs résultats.
4e série : 30/3, 30/2, 30/1
3e série : 30, 15/5, 15/4, 15/3, 15/2 et 15/1
2e série : 15, 4/6, 2/6, 0, -2/6 et -4/6
1re série : Série nationale (meilleurs joueurs tunisiens)

### Système de classement au Sénégal
Les classements sont divisés en quatre séries :
La 1re série : les 20 premiers joueurs nationaux
La 2e série : -4/6, -2/6, 0, 1/6, 2/6, 3/6, 4/6, 5/6 et 15
La 3e série : 15/1, 15/2, 15/3, 15/4, 15/5 et 30
La 4e série : 30/1, 30/2, 30/3, et 30/4

## Classements par rangs
Ce type classement est utilisé dans de nombreux pays et aussi au niveau international. Les classements publiés par l'ATP, WTA ou l'ITF font partie de ce type.

### Système de classement en Allemagne
Le classement en vigueur en Allemagne est un classement par rang, il comporte 23 échelons. L'échelon le plus bas étant le 23 et la plus haute le 1. La dénomination Allemande LK 1 à LK 23 pour "Leistungsklasse" ou rang de valeur. Une description des règles et du calcul du rang se trouve dans le document pdf de la DTB. Le calcul du rang s´effectue au 30.09 de chaque année.

### Système de classement en Algérie
Le classement de tennis en vigueur en Algérie jusqu'à l'année 2008 était un classement par numérotation dans lequel existait les 4 séries ci-dessous.
|                 | Rang des joueurs     | Rang des joueuses   |
| --------------- | -------------------- | ------------------- |
| Série Top       | 1 à 20               | 1 à 12              |
| Série Nationale | 21 à 50              | 13 à 30             |
| Série Régionale | 51 à 100             | 31 à 45             |
| Série Ligue     | au-delà du 100e rang | au-delà du 45e rang |

La Fédération algérienne de tennis (FAT) est revenue au classement français par handicap en 2009. 

### Système de classement au Canada
Le système de classement au Canada est un classement par numérotation calculé en fonction des tournois provinciaux, nationaux et internationaux. Plus le tournoi est important et plus un résultat dans son tableau rapportera de points.

### Système de classement au Luxembourg
Le système de classement au Luxembourg est mis en place par la Fédération luxembourgeoise de tennis. Il est publié à la fin de chaque trimestre sportifs les début octobre, début janvier, début avril et fin juillet.

### Système de classement en Suisse
Le système de classement en Suisse est édité par SwissTennis, il comprend 14 échelons répartis en 2 catégories de niveaux. L'échelon dépend du rang national du joueur. Deux périodes de classement existent dans l'année sportive.
Catégorie nationale : N1, N2, N3 et N4
Catégorie régionale : R1, R2, R3, R4, R5, R6, R7, R8 et R9
|    | Rangs des joueurs        | Rangs des joueuses       |
| -- | ------------------------ | ------------------------ |
| N1 | 1 à 10                   | 1 à 10                   |
| N2 | 11 à 30                  | 11 à 24                  |
| N3 | 31 à 70                  | 25 à 45                  |
| N4 | 71 à 150                 | 46 à 75                  |
| R1 | 151 à 310                | 76 à 144                 |
| R2 | 311 à 630                | 145 à 284                |
| R3 | 631 à 1270               | 285 à 554                |
| R4 | 1271 à 2550              | 555 à 1074               |
| R5 | 2551 à 5110              | 1075 à 2074              |
| R6 | 5111 à 10230             | 2075 à 4024              |
| R7 | 10231 à 20470            | 4025 à 7824              |
| R8 | 20471 à 30770            | 7825 à 11824             |
| R9 | au-dessus du 30770e rang | au-dessus du 11824e rang |

Méthode de calcul du classement :
1°/ La valeur de classement d’un joueur C est déterminée par un nombre de points précis arrondi à un millième. C représente la somme de la valeur de compétition W et de la bonification de match R.
2°/ Le point de départ pour le calcul de la nouvelle valeur de classement W est la valeur de compétition WA qui dérive de la valeur de compétition 5 (W5) de la période précédente. 1 représente la valeur initiale minimale.
3°/ La valeur de compétition W est calculée sur la base des résultats obtenus pendant la dernière année.
4°/ Les calculs sont effectués en 5 procédures, l’adversaire étant évalué à chaque fois par la valeur de compétition obtenue lors de la procédure de calcul précédente.
5°/ Pour chaque groupe de 6 parties qui ont été jouées, une défaite (en maximum 4) contre l’adversaire qui a la valeur de compétition W la plus basse n’est pas calculée.
6°/ La formule suivante est utilisée pour calculer la valeur de compétition W :
{\displaystyle W={\frac {1}{2}}\left(\ln \left(\sum _{i=1}^{s}e^{w_{i}}+e^{w_{0}}\right)-\ln \left(\sum _{j=1}^{N}e^{-w_{j}}+e^{-w_{0}}\right)\right)}
wi = valeur de compétition des joueurs battus
wj = valeur de compétition des joueurs, contre lesquels les parties ont été perdues
w0 = valeur initiale découlant de W5
S = nombre de victoires
N = nombre de défaites
7°/ Après la 5e procédure de calcul du classement, une «surprime de risque» R est additionnée à la valeur de compétition W. R est calculée selon la formule ci-après :
{\displaystyle R={\frac {1}{6}}\left(\ln \left(\sum _{i=1}^{s}e^{w_{i}}+e^{w_{0}}\right)+\ln \left(\sum _{j=1}^{N}e^{-w_{j}}+e^{-w_{0}}\right)\right)}
8°/ Si, plus de trois fois dans un intervalle de deux périodes de classement, un joueur ne se présente pas à une compétition de tournoi après tirage au sort à une partie (résultat 0:0), 0,3 points lui sont déduits sur la nouvelle valeur de classement calculée (exception faite pour les championnats de Clubs et les tournois à l'étranger). Dans un tournoi par jeux de groupes, une seule partie abandonnée par w.o. peut être considérée comme absence à une partie. Les motifs de l'absence (motivée ou non) n'entrent pas en considération pour la déduction
9°/ Tous les joueurs licenciés sont triés selon la valeur de classement C qui est calculée sur la base d’al.1 à 9.
10°/ Si deux ou plusieurs joueurs ont la même valeur de classement, la valeur de compétition la plus élevée est déterminante pour le classement. Si la valeur des contingences se situe entre deux catégories au milieu d’un groupe de joueurs ayant la même valeur de classement, la répartition s’effectue sur la base de la valeur de compétition la plus élevée. Les joueurs qui ont une valeur de classement et de compétition égales sont classés dans la même catégorie de jeu.

### Système de classement en Ukraine
Le classement ukrainien est édité par la Fédération ukrainienne de tennis. Il est calculé à partir du nombre de points obtenus par les compétiteurs. Les points attribués sont fonction du stade atteint dans les tournois (finale, demi-finale...etc.) et de l'importance des tournois. Le classement est réactualisé toutes les deux semaines, une liste par numérotation est éditée dans les différentes catégories existantes (jeunes, adultes, vétérans...).